# Вулиця Шкільна (Бучач)
Вулиця Шкільна — вулиця південно-східної частини міста Бучача (Тернопільська область, Україна). Починається від вулиці Адама Міцкевича і закінчується на північно-східному схилі гори Федір. 

## Історія
Одна з колишніх назв — Гімназійна.
У радянські часи називалася вулиця Власікова (Власикова) на честь червоноармійця, який загинув на території району під час німецько-радянської війни. 
На місці сучасного будинку № 2 та гаражів містились пожежна сторожа та відоме фотоательє «Німанд», засноване у 1900 році.

## Архітектура

### Пам'ятки архітектури
Місцевого значення: Будинок колишньої державної гімназії (тепер Бучацька гімназія імені В. М. Гнатюка), Будинок-читальня (нині Бучацький районний будинок культури), каплиця в підмурку подвір'я будівлі старших класів СШ № 1

### Будинки, установи
- № 1 — дитяча поліклініка Бучацької ЦРКЛ (раніше — приміщення музичної школи)
- № 2 — мешкальний будинок
- № 3 — дошкільний навчальний заклад ясла-садок «Дзвіночок»
- № 4 — Бучацька гімназія імені В. М. Гнатюка
- № 5 — мешкальний будинок
- № 6 — Бучацький районний центр дитячої та юнацької творчості «Сузір'я»[3]
- № 7 — 3-поверховий мешкальний будинок
- № 8 — Бучацький районний будинок культури
- № 9 — початкові класи Бучацької ЗОШ № 1 (старша частина будівлі — це римо-католицька захоронка, закрита у 1945 році[2])
- № 10 — старші класи Бучацької ЗОШ № 1
- № 11 — 5-поверховий мешкальний будинок
- № 12 — 3-поверховий мешкальний будинок